# Tad Boyle
Thomas Martin Boyle, detto Tad (Greeley, 6 gennaio 1963), è un ex cestista e allenatore di pallacanestro statunitense.